# ブレグジット EU離脱
『ブレグジット EU離脱』（ブレグジット EUりだつ、Brexit: The Uncivil War）は2019年のイギリスのテレビ映画。
監督はトビー・ヘインズ、出演はベネディクト・カンバーバッチとロリー・キニアなど。
イギリスのEU離脱（ブレグジット）の是非を問う2016年の国民投票の背後で「離脱派」の投票キャンペーンを指揮した選挙参謀ドミニク・カミングスがどのようにして国民投票を攻略したのかを描いている。
本国イギリスでは2019年1月7日に公共放送のチャンネル4で放送され、日本では同年3月31日にBS10スターチャンネルで無料放送された。

## ストーリー
イギリス独立党議員ダグラス・カースウェルは、EU離脱派キャンペーン団体のリーダーになるようロビイストのマシュー・エリオットに要請する。エリオットは支援はできるがリーダーはできないと言い、ドミニク・カミングスを推薦する。もう政治がらみの仕事はしないというカミングスを、カースウェルは変化を起こすチャンスだと説得する。
離脱派内部には競合がいる。イギリス独立党党首ナイジェル・ファラージと大口献金者アーロン・バンクスである。彼らの主張は過激で危険であり、キャンペーンは任せられないとカースウェルは語る。彼らは合流を申し出るが、カミングスは断る。彼らの豊富な資金を惜しむエリオットは、移民の問題を彼らに押し付けるつもりなのかとカミングスに問う。
カミングスはデータ分析会社アグリゲートIQのCEOザック・マッシンガムに接触する。マッシンガムはアルゴリズムを使い有権者を囲い込むこと、すなわちターゲティング広告で個人情報を取得し各有権者に合わせたメッセージを送ることを提案する。投票に行かない人々が狙いであり、試算したところ300万人の浮動票があるが、敵陣営は気づいてもいないという。
いっぽうファラージはアメリカの大富豪ロバート・マーサーを出資者としてバンクスに紹介する。マーサーは選挙に特化したデータマイニングとマイクロターゲティングを行う会社ケンブリッジ・アナリティカの説明をする。
キャンペーンの公式団体が決定する。残留派は首相報道官クレイグ・オリヴァー率いるストロンガー・イン、離脱派はカミングスのヴォウト・リーヴである。ファラージとバンクスの離脱派団体リーヴ.EUは活動を続けると宣言する。
残留派は事実に基づき、雇用と経済を中心に、離脱は危機を生むと説く従来型の戦略を取る。離脱派は感情に訴え、残留は危険であり、主導権を取り戻そうと説く戦略を取る。どちらの団体も、残留・離脱の態度を決めかねている浮動層がターゲットである。
残留派はフォーカスグループで調査を行う。離脱派はアグリゲートIQが開発した新システムで対象者の傾向に合わせたターゲティング広告を行う。保守党の司法相マイケル・ゴーヴとロンドン市長ボリス・ジョンソンが、離脱派支持を発表する。
キャンペーンは激化し、離脱派による「3億5000万ポンドとトルコ（EUに毎週払っている3億5000万ポンドをNHSへ回そう、トルコがEUに加盟すれば移民が増える）」の主張により、事実と異なる情報や不安が人々に広がる。残留派のフォーカスグループの議論は口論になり、参加者の一人が激昂する。その参加者は浮動層であり、オリヴァーは、欧州懐疑論により20年以上も国民に恐怖と憎悪を注ぎ続けてきたことに気づく。
国民投票の7日前、残留派のジョー・コックス議員が刺殺される。重苦しい空気の中、カミングスとオリヴァーは偶然出会う。ビールを飲みながら、オリヴァーは、憎悪や死なしで国民に問うことはできなかったのだろうか、国民投票は国内の分断を生んだと話す。カミングスは、国内の分断はもとからあったものが表面化したのだと答える。オリヴァーは、キャンペーンの手法が野蛮なことを指摘し、離脱派は汚れ仕事をリーヴ.EUに押し付けた、彼らが人々を扇動することを止めなかったとカミングスを責める。カミングスは、長年無視されてきた人々に声を与えたのだ、これは新しい政治でオリヴァーにはコントロールできないと言う。オリヴァーは、カミングスにもコントロールできないだろうから気をつけろと応じる。
2016年6月23日の国民投票により、EU離脱が決定する。カミングスは勝利後のスピーチをした後、パーティが続くキャンペーン事務所から出ていく。
2020年、カミングスは公聴会に出席している。カミングスは、政府のシステムは破綻しており、向上心を持った人が何かを起こすことを望み自分はリセットしたが、政治は古いままだと語る。
最後に離脱派側のキャンペーンに関する情報が表示される。アグリゲートIQのターゲティング広告は10億本にのぼり、ケンブリッジ・アナリティカもターゲティング広告を行った。どちらもロバート・マーサーが関係し、彼はその後ドナルド・トランプの最大の献金者となった。2018年に選挙管理委員会はヴォウト・リーヴの違反を摘発し、リーヴ.EUも選挙法違反の疑いで当局の捜査対象となっている。

## キャスト
- ドミニク・カミングス: ベネディクト・カンバーバッチ - EU離脱派グループのヴォウト・リーヴの選挙参謀。
- クレイグ・オリヴァー（英語版）: ロリー・キニア - EU残留派グループの選挙参謀。
- アーロン・バンクス（英語版）: リー・ボードマン（英語版） - リーヴ.EUの共同創設者。
- ボリス・ジョンソン: リチャード・グールディング（英語版） - 保守党の国会議員。元ロンドン市長。
- マシュー・エリオット（英語版）: ジョン・ヘファーナン（英語版） - ヴォウト・リーヴの選挙参謀。
- マイケル・ゴーヴ: オリヴァー・モルトマン（英語版） - 保守党の国会議員。
- ダグラス・カースウェル（英語版）: サイモン・ペイズリー・デイ（英語版） - イギリス独立党の国会議員。
- エリザベス・デナム（英語版）: ルーシー・ラッセル（英語版） - 個人情報保護監督機関（ICO）（英語版）の事務局長。
- ナイジェル・ファラージ: ポール・ライアン - イギリス独立党所属の欧州議会議員。EU離脱運動のパイオニア。

## 作品の評価
Rotten Tomatoesによれば、批評家の一致した見解は「辛辣なウィットとベネディクト・カンバーバッチの魅惑的なまでにエキセントリックな演技で、『ブレグジット EU離脱』は毅然とした姿勢で少し前の歴史をエネルギッシュに描写している。」であり、54件の評論のうち高評価は80%にあたる43件で、平均点は10点満点中7.30点となっている。
Metacriticによれば、12件の評論のうち、高評価は10件、賛否混在は2件、低評価はなく、平均点は100点満点中73点となっている。